# Jerzy Bińczycki
Jerzy Bińczycki (né le 6 septembre 1937 à Witkowice (pl) et mort le 2 octobre 1998 à Cracovie) est un acteur polonais de théâtre et de cinéma.

## Biographie
Jerzy Bińczycki a été lié toute sa vie à Cracovie, où il a obtenu son diplôme à l’École nationale supérieure de théâtre Ludwik Solski en 1961.
Il a obtenu son premier engagement au Teatr Śląski (pl) (« Théâtre silésien ») de Katowice avant d’être engagé en 1965 au Stary Teatr (« Vieux théâtre Helena Modrzejewska » de Cracovie), auquel il est resté fidèle pendant toute sa carrière et dont il est devenu directeur avant sa mort inattendue en 1998.
Il était également engagé dans la vie publique au sein de l’Union démocratique puis de l’Union pour la liberté.
Jerzy Bińczycki est mort subitement d'une crise cardiaque le 2 octobre 1998, à l'hôpital Gabriel-Narutowicz de Cracovie. Il est enterré au cimetière Rakowicki.

## Filmographie sélective
52 films répertoriés sur la filmographie IMDB
- 1969 : Le Sel de la terre noire de Kazimierz Kutz
- 1970 : La Vie de famille de Krzysztof Zanussi
- 1975 : Nuits et Jours de Jerzy Antczak
- 1981 : Dreszcze (Frissons) de Wojciech Marczewski
- 1981 : Une mère, une fille de Márta Mészáros
- 1982 : Znachor (Le Rebouteux) de Jerzy Hoffman
- 1987 : Napló szerelmeimnek (Journal pour mes amants) de Márta Mészáros
- 1991 : L’Évasion du cinéma Liberté de Wojciech Marczewski
- 1999 : Pan Tadeusz : Quand Napoléon traversait le Niémen d’Andrzej Wajda

## Distinctions et récompenses
- Officier de l'ordre Polonia Restituta
- Croix du Mérite (Pologne)